# Westwoodilla longidactyla
Westwoodilla longidactyla is een vlokreeftensoort uit de familie van de Oedicerotidae. De wetenschappelijke naam van de soort is voor het eerst geldig gepubliceerd in 1948 door Carausu.